# Документна комунікація
Докуме́нтна комуніка́ція — процес поширення інформації в суспільстві, який здійснюється за допомогою документів.
Документна комунікація є підсистемою соціальної комунікації. Процес передавання документної інформації в суспільстві називається соціальною документною комунікацією.
У процесі соціальної документної комунікації беруть участь три основні елементи: комунікант, комунікат і реципієнт.
Комунікант — відправник документного повідомлення, що починає акт комунікації (автор повідомлення).
Реципієнт повідомлення — його одержувач, приймач (читач, слухач, глядач). Між комунікантом і реципієнтом встановлюється канал комунікації, без якого зв'язок не може відбутися.
Комунікат — документне повідомлення. Документну комунікацію можна вважати такою, що відбулася тільки у тому випадку, коли реципієнт (споживач) одержав закодовану на матеріальному носії інформацію, відправлену комунікантом.